# سبيرو أغنيو
سبيرو تيودور «تيد» أغنيو (بالإنجليزية: Spiro Agnew)‏ (9 نوفمبر 1918 – 17 سبتمبر 1996) هو سياسي أمريكي شغل منصب نائب رئيس الولايات المتحدة التاسع والثلاثين من عام 1969 إلى 1973، تحت قيادة الرئيس ريتشارد نيكسون.
ولد أغنيو في مدينة بالتيمور في ماريلاند من أم أمريكية وأب مهاجر يوناني. تخرج من جامعة جونز هوبكنز وكلية الحقوق بجامعة بالتيمور، ثم تم تجنيده في جيش الولايات المتحدة في عام 1941. خدم أغنيو كضابط خلال الحرب العالمية الثانية، وبعد ذلك تم استدعاؤه للخدمة خلال الحرب الكورية في عام 1950. عمل كمساعد للنائب الأمريكي جيمس ديفيريو قبل تعيينه في مجلس مقاطعة بالتيمور للاستئناف في عام 1957. ثم خسر انتخابات لحكومة مدينة بالتيمور في عام 1960، ولكن في عام 1962 انتخب كمدير تنفيذي لمقاطعة بالتيمور. وفي عام 1966، انتخب أغنيو لمنصب الحاكم الخامس والخمسين لولاية ماريلاند، حيث هزم خصمه الديمقراطي جورج ماهوني. وكان أول أمريكي من أصل يوناني يشغل هذا المنصب، وكانت ولايته بين عامي 1967 و1969.
كان أغنيو قد طلب من قبل وضع اسم ريتشارد نيكسون في الترشيح الرئاسي في انتخابات 1968، وتم اختياره على انفراد من قبل نيكسون وموظفي حملته في المؤتمر الوطني الجمهوري لعام 1968. تم عرضه على مندوبي المؤتمر ليترشح كنائب الرئيس مع نيكسون في الانتخابات. تمكن نيكسون وأغنيو من هزيمة نائب الرئيس وقتها، هيوبرت همفري والسيناتور إدموند موسكي من مين. أعيد انتخاب نيكسون وأغنيو لولاية ثانية في عام 1972، وهزما السيناتور جورج ماكغفرن من داكوتا الجنوبية والسفير سارجنت شرايفر من ولاية ماريلاند.
تم التحقيق معه من قبل محامي الولايات المتحدة لمقاطعة ماريلاند في عام 1973 بسبب اتهامات بالتآمر والرشوة والابتزاز والتزوير الضريبي. وقد اتهم بقبول رشاوى بلغ مجموعها أكثر من مائة ألف دولار بينما كان يشغل مناصب مدير مقاطعة بالتيمور وحاكم ولاية ماريلاند ونائب الرئيس. وفي 10 أكتوبر من العام نفسه، سمح لأغنيو بالاعتراض على تهمة أنه لم يبلغ عن مدخول 29,500 دولار تحصل عليه في عام 1967، وذلك بشرط استقالته من منصب نائب الرئيس. قام نيكسون بتعيين زعيم الأقلية في المجلس جيرالد فورد نائبا للرئيس بدلا عن أغنيو. ثم صعد فورد للرئاسة عندما استقال نيكسون من البيت الأبيض في العام التالي بسبب فضيحة ووترغيت.
كان أغنيو هو نائب الرئيس الثاني الذي يستقيل في تاريخ الولايات المتحدة، والآخر هو جون كالهون، والوحيد الذي قام بذلك بسبب اتهامات جنائية. دفع أغنيو لولاية ميريلاند ما يقرب من 270,000 دولار بعد ما يقرب من عشر سنوات من ترك منصبه نتيجة الدعوى المدنية بسبب مزاعم الرشوة. وغالبا ما يوضع أغنيو من بين أسوأ نواب الرؤساء في تاريخ الولايات المتحدة.

## نشأته

### خلفيته العائلية
وُلد أبو سبيرو أغنيو باسم ثيوفراستوس أنانوستوبولوس في نحو عام 1877، في بلدة غارغاليانوي اليونانية. ربما اشتغلت العائلة بزراعة الزيتون وعانت الفقر خلال أزمة في الصناعة في تسعينيات القرن التاسع عشر. هاجر أنانوستوبولوس إلى الولايات المتحدة في عام 1897 (وتقول بعض الروايات 1902) واستقر في سكنيكتادي في نيويورك، حيث غير اسمه لثيودور أغنيو وافتتح مطعم عشاء. لكونه متعلمًا ذاتيًا شغوفًا، حافظ أغنيو على اهتمامه بالفلسفة طوال حياته، واستذكر أحد أفراد العائلة قائلًا: «كان يأبى القراءة إن لم يكُن ما يقرؤه يطوّر عقله». قرابة عام 1908، انتقل إلى بالتيمور حيث اشترى مطعمًا. التقى فيها ويليام بولارد، الذي كان مفتش اللحم الفدرالي في المدينة. صار الاثنان صديقين، وكان بولارد وزوجته مارغريت زبونين دائمين للمطعم. بعد وفاة بولارد في عام 1917، بدأ أغنيو ومارغريت بولارد بمغازلة أفضت إلى زواجهما في 12 ديسمبر 1917. وُلد سبيرو أغنيو بعد أحد عشر شهرًا، في 9 نوفمبر 1918.
كانت مارغريت بولارد، والتي وُلدت باسم مارغريت ماريان أيكرز في بريستول، فرجينيا، في عام 1883، أصغر أفراد عائلة مؤلفة من عشر أطفال. انتقلت في شبابها إلى واشنطن العاصمة، وعثرت على وظيفة في مكاتب حكومية شتى قبل أن تتزوج من بولارد وتنتقل إلى بالتيمور. أنجب آل بولارد ابنًا واحدًا، روي، والذي كان في العاشرة وقتما توفي بولارد. بعد الزواج من أغنيو في عام 1917 وولادة سبيرو في العام التالي، استقرت العائلة الجديدة في شقة صغيرة في 226 ويست ماديسون ستريت، قرب وسط بالتيمور.

### طفولته وتعليمه وبداية حياته المهنية وزواجه
تلبية لرغبة أمه، عُمد سبيرو الرضيع أنجيليكيًا، بدلًا عن تعميده في الكنيسة اليونانية الأرثوذكسية مثل أبيه. وبالرغم من ذلك، كان أغنيو الأب الشخصية المهيمنة في العائلة وكان له تأثير قوي على ابنه. بعد تنصيبه نائبًا للرئيس في عام 1969، عندما منحت الجالية اليونانية في بالتيمور منحة دراسية باسم ثيودور أغنيو، قال سبيرو أغنيو للحضور: «أفتخر بالقول إني نشأت في ظل أبي. ومعتقداتي هي معتقداته».
في بداية عشرينيات القرن الماضي، ازدهر آل أغنيو. اشترى ثيودور مطعمًا ضخمًا، البيكاديلي، ونقل العائلة إلى منزل في فوريست بارك في القسم الشمالي الغربي من المدينة، حيث ارتاد سبيرو ثانوية غاريسون جونيور ولاحقًا ثانوية فوريست بارك  انتهت فترة الرخاء هذه بانهيار وول ستريت 1929، وأغلق المطعم. في عام 1931، قُضي على مدخرات العائلة عندما أفلس مصرف محلي، ما أجبرهم على بيع المنزل والانتقال إلى شقة صغيرة . تذكر أغنيو فيما بعد استجابة والده لهذه المصائب: «لقد تجاهل الأمر وحسب وذهب للعمل بيديه من دون أي شكوى». صار ثيودور أغنيو يبيع الفاكهة والخضار في كشك على جانب الطريق، بينما ساعد سبيرو الشاب ميزانية العائلة بوظائف ذات دوام جزئي، وتوصيل البقالة وتوزيع المنشورات. وفي خلال نشأته، تزايد تأثر سبيرو بأقرانه، وبدأ ينأى بنفسه عن خلفيته اليونانية. رفض عرض والده دفع تكاليف دروس لغة يونانية له، وفضل أن يُعرف بلقب: «تيد».
في فبراير 1937، دخل أغنيو جامعة جونز هوبكينز في حرمهم الجامعي الجديد في هوموود في شمال بالتيمور متخصصًا بالكيمياء. بعد بضعة أشهر، وجد ضغط العمل الأكاديمي مرهقًا بصورة متزايدة، وكان مشتتًا بسبب المشاكل المالية المستمرة للأسرة ومخاوفها بشأن الوضع الدولي، حيث بدت الحرب محتملة. قرر في عام 1939 أن مستقبله يكمن في القانون لا في الكيمياء، وترك جونز هوبكينز وبدأ بتلقي دروس ليلية في كلية الحقوق في جامعة بالتيمور. ليدعم نفسه، تولى وظيفة يومية بصفة موظف تأمين لدى شركة ماريلاند كاجوالتي في مبنى «روتوندا» في الشارع الأربعين في رولاند بارك.
خلال السنوات الثلاثة التي قضاها أغنيو في الشركة، ترقى إلى منصب وكيل مساعد. تعرف في المكتب على كاتبة أضابير شابة اسمها إلينور جودفايند، المعروفة باسم «جودي». كانت قد ترعرعت في القسم نفسه من المدينة الذي ترعرع فيه أغنيو، لكن لم يكن الاثنان قد التقيا قبلًا. بدآ بالمواعدة، وخطبا، وتزوجا في بالتيمور في 27 مايو 1942. أنجبا أربعة أطفال: باميلا لي، وجيمس راند، وسوزان سكوت، وإلينور كيمبرلي.

## روابط خارجية
- سبيرو أغنيو على موقع الموسوعة البريطانية (الإنجليزية)
- سبيرو أغنيو على موقع الموسوعة البريطانية (الإنجليزية)
- سبيرو أغنيو على موقع مونزينجر (الألمانية)
- سبيرو أغنيو على موقع ميوزك برينز (الإنجليزية)
- سبيرو أغنيو على موقع إن إن دي بي (الإنجليزية)
- سبيرو أغنيو على موقع ديسكوغز (الإنجليزية)